# Хасімото Хідео
Хідео Хасімото (яп. 橋本 英郎, нар. 21 травня 1979, Осака) — японський футболіст, півзахисник клубу «Сересо Осака».
Виступав, зокрема, за клуб «Гамба Осака», а також національну збірну Японії.

## Клубна кар'єра
Народився 21 травня 1979 року в місті Осака. Вихованець футбольної школи клубу «Гамба Осака». Дорослу футбольну кар'єру розпочав 1998 року в основній команді того ж клубу, в якій провів тринадцять сезонів, взявши участь у 287 матчах чемпіонату. Більшість часу, проведеного у складі «Гамби», був основним гравцем команди. У складі «Гамби» став володарем усіх національних трофеїв Японії, ставав переможцем Ліги чемпіонів АФК 2008 року, вигравав «бронзу» клубного чемпіонату світу 2008 року, де відзначився голом у півфінальній зустрічі з англійським клубом «Манчестер Юнайтед».
З 2012 року став виступати за клуб «Віссел Кобе», з яким у першому сезоні вилетів у другий дивізіон, але у другому відразу повернувся в еліту японського футболу.
На початку 2015 року став гравцем клубу «Сересо Осака», що також виступав у Дивізіоні 2. Відтоді встиг відіграти за команду з Осаки 16 матчів в національному чемпіонаті.

## Виступи за збірну
1 червня 2007 року дебютував в офіційних матчах у складі національної збірної Японії в товариській грі проти збірної Чорногорії (2:0), вийшовши на заміну на 89 хвилині замість Кейта Судзукі. 
Того ж року у складі збірної був учасником кубка Азії з футболу 2007 року у чотирьох країнах відразу, на якому виходив на заміну замість Кенго Накамури в матчі групового етапу проти збірної Катару (1:1). 
Наступного року зіграв у двох матчах на чемпіонаті Східної Азії 2008 року, та виграв у складі команди «срібло».
Всього провів у формі головної команди країни 15 матчів.

## Статистика

### Збірна
| Збірна Японії | Збірна Японії | Збірна Японії |
| Роки          | Ігри          | Голи          |
| ------------- | ------------- | ------------- |
| 2007          | 4             | 0             |
| 2008          | 2             | 0             |
| 2009          | 7             | 0             |
| 2010          | 2             | 0             |
| Загалом       | 15            | 0             |

## Титули і досягнення
- Чемпіон Японії (1):

«Ґамба Осака»: 2005
- Володар Кубка Джей-ліги (1):

«Ґамба Осака»: 2007
- Володар Суперкубка Японії (1):

«Ґамба Осака»: 2007
- Володар Кубка Імператора Японії (2):

«Ґамба Осака»: 2008, 2009
- Переможець Ліги чемпіонів АФК (1):

«Ґамба Осака»: 2008
- Переможець Пантихоокеанського чемпіонату (1):

«Ґамба Осака»: 2008